# Херисчи, Гамид
Гамид Кафар оглу Херисчи (азерб. Həmid Qafar oğlu Herisçi; 29 апреля 1961, Баку) — азербайджанский поэт, публицист, писатель, прозаик.

## Биография
Гамид родился в 1961 году в городе Баку в семье потомственного иранского революционера и федаина, члена ЦК иранской коммунистической партии «Туде». Окончил филологический факультет Бакинского Государственного Университета. Главный идеолог азербайджанской литературы «новой волны». Ведущий авторской передачи «Ночной канал» на телеканале SPACE. Автор четырёх книг. Популярен в Иране и в Азербайджане.